# Urbe
Urbe (Im Ligurischen: Ürbe) ist eine italienische Gemeinde mit 648 Einwohnern (Stand 31. Dezember 2023) in der Region Ligurien. Politisch gehört sie zu der Provinz Savona.

## Geographie
Urbe liegt im nördlichen Abschnitt des Ligurischen Apennins. Die Gemeinde gehört zu der Comunità Montana del Giovo. Von der Provinzhauptstadt Savona ist sie 44 Kilometer, von der Regionalhauptstadt Genua ist sie circa 51 Kilometer entfernt.
Nach der italienischen Klassifizierung bezüglich seismischer Aktivität wurde die Gemeinde der Zone 4 zugeordnet. Das bedeutet, dass sich Urbe in einer seismisch inerten Zone befindet.

## Klima
Die Gemeinde wird unter Klimakategorie E klassifiziert, da die Gradtagzahl einen Wert von 2658 besitzt. Das heißt, die in Italien gesetzlich geregelte Heizperiode liegt zwischen dem 15. Oktober und dem 15. April für jeweils 14 Stunden pro Tag.